# Svaté Pole
Svaté Pole là một làng thuộc huyện Příbram, vùng Středočeský, Cộng hòa Séc.